# Surwiliszki (Litwa)
Surwiliszki (lit. Surviliškis) – miasteczko na Litwie, położone w okręgu kowieńskim i w rejonie kiejdańskim, nad rzeką Niewiażą. Liczy 376 mieszkańców (2001). Znajduje się tutaj zabytkowy drewniany kościół pw. Chrystusa Ukrzyżowanego.